# علم تخلق الاضطرابات المناعية الذاتية
علم تخلق الاضطرابات المناعية الذاتية هو الدور الذي يلعبه علم التخلق (التغيرات الوراثية غير المنطوية على تعديلات تسلسلات الدنا) في الأمراض المناعية الذاتية. تمثل اضطرابات المناعة الذاتية فئة متنوعة من الأمراض التي تشترك في منشئها. تنشأ هذه الأمراض عندما يختل تنظيم جهاز المناعة ويبدأ عن طريق الخطأ في مهاجمة النسج السليمة عوضًا عن الأجسام الأجنبية والغريبة. يمكن تصنيف هذه الأمراض على أنها موضعية أو جهازية بالاستناد إلى تأثيراتها ما إذا كانت مقتصرة على جهاز واحد من أجهزة الجسم أم مسببة لتلف جهازي أكبر.
تعتمد احتمالية إصابة الفرد بالمرض المناعي الذاتي على العوامل الجينية بالإضافة إلى العوامل البيئية. تمتلك بعض العائلات استعدادًا جينيًا للإصابة بهذه الحالات، لكن غالبًا ما تُعتبر العوامل الجينية وحدها غير كافية لتأكيد إصابة الفرد في وقت لاحق بالمرض المناعي الذاتي. قد يؤدي كل من التدخين، والضغط النفسي والنظام الغذائي إلى إحداث تعديلات تخلقية على الجينوم من شأنها تغيير تنظيم الجينات النوعية لجهاز المناعة ما يتسبب في تطور هذه الحالات.
تشمل الآليات الرئيسية للتعديلات التخلقية كلًا من مثيلة الدنا، وتعديلات الهستون والتنظيم بواسطة الرنا غير المشفر. تعمل هذه التغيرات التخلقية على تنظيم التعبير الجيني، بما في ذلك الجينات المرتبطة بجهاز المناعة، إذ تلعب هذه التغيرات بالتالي دورًا في ظهور مختلف الأمراض المناعية الذاتية الموضعية والجهازية وتطور أعراضها.

## الأمراض المناعية الذاتية الجهازية
الأمراض المناعية الذاتية الجهازية هي الأمراض التي تصيب مجموعة من أجهزة أعضاء الجسم المتعددة عوضًا عن استهداف نوع واحد من النسج أو الأجهزة.

### التهاب المفاصل الروماتويدي (آر إيه)
يُعتبر التهاب المفاصل الروماتويدي أحد أمراض المناعة الذاتية التنكسية التي تسبب تلف المفاصل والتهابها. يمثل قصور مثيلة الدنا الشاملة السمة المميزة لالتهاب المفاصل الروماتويدي والقابلة للرصد في مراحل مبكرة من المرض، مع بدء المفاصل في التنكس. يظهر أولئك المصابون بالتهاب المفاصل الروماتويدي مستوى منخفض من المثيلة الشاملة في العديد من مناطق تحفيز الدنا بما في ذلك تلك المرتبطة بجهاز المناعة الطبيعي ووظائف المفصل. لُوحظ وجود حالة من فرط التعبير هذا من قصور المثيلة في جينات عديدة مثل «آي تي جي إيه إل»، و«سي دي 40 إل جي»، و«بّي آر إف 1» وغيرها. عند إلقاء نظرة فاحصة داخل الخلايا الزليلية لدى الأفراد المصابين بالتهاب المفاصل الروماتويدي، من الممكن ملاحظة مستوى من قصور المثيلة الذي يتسبب وفقًا للاقتراحات في التعبير عن السيتوكينات وفرط إنتاجها ما يطيل بدوره الاستجابة الالتهابية المسببة للالتهاب داخل السائل الزليلي، الذي يمثل السائل الموجود بين المفاصل. قد يؤدي قصور مثيلة جين «سي دي 40 إل جي»، المسؤول عن إدخال الخلايا التائية في الاستجابة المناعية، إلى فرط التعبير عن الخلايا التائية ما يجعلها أحد العوامل المساهمة في كيفية عمل التهاب المفاصل الروماتويدي داخل الاستجابة الالتهابية. غالبًا ما يمتلك المرضى المصابون بالتهاب المفاصل الروماتويدي الأجسام المضادة لمضاد الببتيد السيتروليني الحلقي (مضاد «سي سي بّي») بالإضافة إلى قصور مثيلة جين الينقول الراجع «إل 1» وانخفاض مثيلة محفز «إي آر إيه» و«آي إل 6». قد تعمل بروتينات «تي إي تي»، وبشكل أكثر تحديدًا إنزيمات «تي إي تي 1 - تي إي تي 3» و«تي إي تي 2» في الخلايا التائية، على إزالة مثيلة الدنا ما يساعد في وضع المراحل الأولى من التهاب المفاصل الروماتويدي وتوضيحها. قد يؤدي تطور التهاب المفاصل الروماتويدي الناجم عن زوال مثيلة الهستونات لدى المريض إلى التعبير عن مستويات عالية من «آي إل – 6» ما يسبب تدمير المفاصل. يلعب الرنا الميكروي أيضًا دورًا هامًا في تطور التهاب المفاصل الروماتويدي، على وجه الخصوص التنظيم بالزيادة لكل من الرنا الميكروي «146 إيه» والرنا الميكروي «150». على الرغم من وجود حاجة إلى مزيد من الأبحاث الإضافية، من المتوقع وجود دور للرنا غير المشفر الطويل في هذه المرض إذ تظهر العلاجات المستخدمة الحالية تعبيرًا متغيرًا في 85 نوع مختلف للرنا غير المشفر الطويل لدى مرضى التهاب المفاصل الروماتويدي ممن يخضعون للعلاج الدوائي باستخدام توسيليزوماب وأداليموماب.

### الذئبة الحمامية الشاملة (إس إل إي)
تُعد الذئبة الحمامية الشاملة الشكل الأكثر شيوعًا من مرض الذئبة وتمثل الحالة المنطوية على مهاجمة جهاز المناعة للنسج الجسمية السليمة متسببًا في التهاب منتشر وتلف نسيجي واسع النطاق عبر العديد من أجهزة الأعضاء. لُوحظ وجود قصور المثيلة عبر الجينوم التخلقي لدى الأفراد المصابين بالذئبة الشاملة. أظهرت مناطق التحفيز الخاصة بجينات عديدة بما في ذلك «آي تي جي إيه إل»، و«سي دي 40 إل جي» و«سي دي 70» قصورًا في المثيلة بالإضافة إلى محفزات الجينات الريبوسومية «18 إس» و«28 إس». على وجه التحديد، يُعتقد أن قصور مثيلة الدنا هذا قادر على تعديل بنية الكروماتين الخاصة بالخلايا التائية ما يعزز الاستجابة المناعية والالتهابية التي يمكن ملاحظتها لدى أولئك المصابين بالذئبة الشاملة. على النطاق الجينومي، أشارت نتائج مقارنة الجينوم التخلقي العائد إلى أزواج من التوائم الحقيقية، التي شملت إصابة أحد التوأمين بمرض الذئبة وخلو الآخر منه، إلى امتلاك التوأم المصاب بالحالة انخفاضًا شاملًا في مثيلة الجينوم. يؤدي قصور المثيلة هذا إلى فرط التعبير عن الجينات التي تتعرض للقمع بشكل تقليدي، على وجه التحديد في الخلايا التائية «سي دي 4+». من المقترح أن تثبيط «دي إن إم تي 1» قادر على إحداث فقدان المثيلة المرصود لدى المصابين بالذئبة الشاملة. يمثل «دي إن إم تي 1» ناقلة ميثيل الدنا التي تحافظ على أنماط المثيلة عبر عملية تكرار الدنا، ما يضمن احتواء النسخ الجديدة من الدنا على نمط المثيلة الذي يمكن ملاحظته في شريط الدنا الأصلي. يؤدي تثبيط «دي إن إم تي 1» إلى فقدان أنماط المثيلة عبر الأجيال ما ينتج عنه قصور المثيلة المنتشرة على كامل نطاق الجينوم التخلقي. على وجه التحديد، لُوحظ انخفاض التعبير عن «دي إن إم تي 1» في الخلايا التائية المناعية.